# Industri Kereta Api

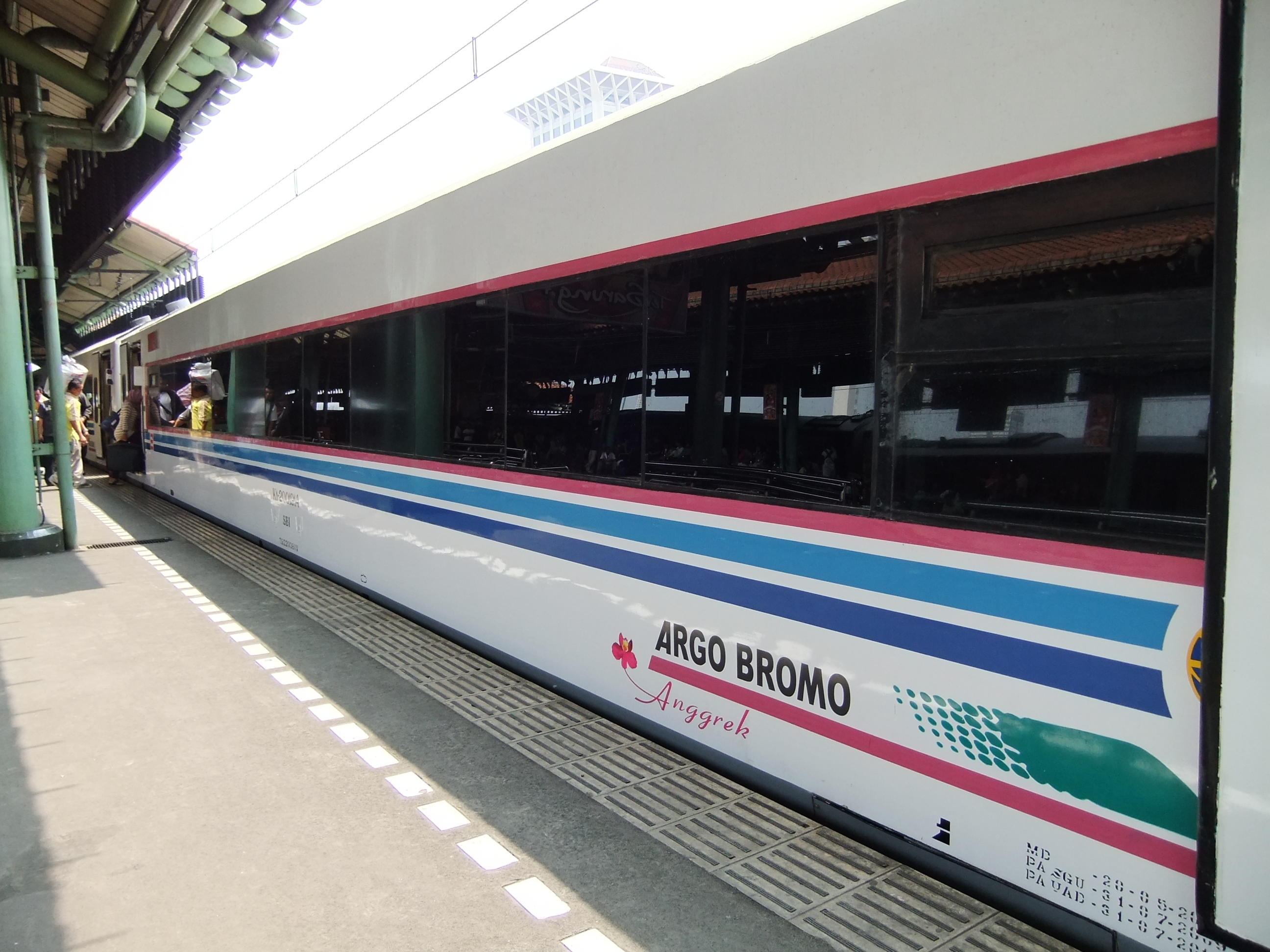
Personenwagen des Zugs Argo Bromo Anggrek

PT Industri Kereta Api, kurz INKA, ist ein staatlicher indonesischer Hersteller von Schienenfahrzeugen für den heimischen Markt sowie für den Export nach Bangladesch, Philippinen, Malaysia, Thailand, Singapur, Australien und Sambia.

## Geschichte
INKA wurde am 18. Mai 1981 in Madiun gegründet. Die Firma ist ein Nachfolger der Dampflokomotiven-Werkstätten Balai Yasa Lokomotif Uap der Perusahaan Jawatan Kereta Api (heute PT Kereta Api Indonesia). Die Werkstätten wurden seit der Mitte der 1970er Jahre, als in Indonesien keine Dampfloks mehr eingesetzt wurden, zu einem Schienenfahrzeughersteller.
Folgende Meilensteine zeugen von INKAs Entwicklung von einem Eisenbahnwagenhersteller zu einem exportorientierten Hersteller von kompletten Zügen:
In den frühen 1980er Jahren wurden die ersten geschlossenen Güterwagen und Personenwagen für den heimischen Markt hergestellt. 1987 baute INKA den ersten Elektrotriebzug. Mit dem Export eines Güterwagens für KTMB in Malaysia begann 1991 das Auslandsgeschäft. Der erste elektrische Triebwagen VVVF wurde 1994 fertiggestellt und im Jahr darauf der erste komplette Zug für Argo Bromo Anggrek. Die erste Elektrolok des Typs GE Lokindo wurde 1996 in die Philippinen exportiert.
Ab 1997 begann das Leasing-Geschäft mit Argo-Bromo-Orchid-Fahrzeugen. Weitere Exportmärkte fanden sich 1998 in Thailand, wohin ein Schotterwagen exportiert wurde, und Indonesien, wohin der erste elektrische Schienenbus nach INKA-Design geliefert wurde. Der Sonderfahrzeugbau begann 2002 mit dem Export eines Kraftwerkwagens und Drehgestell-Flachwagens nach Malaysia sowie 2004 dem Export eines Containerwagens und eines sogenannten Blizzard Centers nach Australien. Ein Großauftrag von 50 Eisenbahnwagen für Bangladesch läutete 2006 die Serienfertigung ein.
Im Jahr 2007 waren die Vertragsabschlüsse für einen Dieseltriebwagen für Aceh und einen Schienenbus für Palembang wichtige Meilensteine im Auslandsgeschäft, denen 2008 der erste Dieseltriebzug für Aceh und Java in Indonesien (Kereta Rel Diesel Indonesia) folgten. Im Jahr 2010 wurden in Zusammenarbeit mit GE Transportation ein Economy-Class-Zug und 20 GE C20EMPs hergestellt. Dem "Bathara Kresna" Schienenbus von 2011 folgten 2014 Economy-Class-Züge für "Jayabaya" und "Joko Tingkir". Ein Großauftrag mit wurde 2016 durch den Export der ersten 15 von 150 Personenwagen für 72,3 Mio. US$ nach Bangladesch realisiert.

## Produkte
INKA stellt folgende Schienenfahrzeuge her:
- Personen-, Gepäck- und Güterwagen
- Dieselelektrische und Dieselhydraulische Triebzüge
- Diesel-Schienenbusse und Inspektionsfahrzeuge
- Dieselhydraulische Lokomotiven

Darüber hinaus werden Einschienenbahnen entwickelt.